# Nederlands Israëlitische Gemeente Den Haag
De Nederlands Israëlitische Gemeente Den Haag (NIG Den Haag / Adat Jesjoeroen) is een Asjkenazisch joods-orthodox kerkgenootschap in Den Haag dat is aangesloten bij het Nederlands-Israëlitisch Kerkgenootschap (NIK). Een exacte oprichtingsdatum is niet bekend. Wel is bekend dat de Rekenmeesters van de Domeinen van Holland/West-Friesland op 21 januari 1694 toestemming gaven voor de aanleg van de Joodse begraafplaats aan de Scheveningseweg. Hierna, in 1700, ontstond er een conflict tussen de Hoogduitse gemeente en de Portugese gemeente. Dat werd beëindigd op 26 maart 1710.
NIG Den Haag beheert drie joodse begraafplaatsen in de regio.. Er is een actieve mikwe voor mannen en vrouwen, een van de weinige buiten Amsterdam. Er is ook een joods cultureel centrum (CHAJ), een joodse bibliotheek en er zijn joodse onderwijsvoorzieningen.
Sinds de oprichting viert de gemeente de reguliere sjabbat en joodse feestdagen. De diensten worden in Nusach Ashkenaz gehouden.

## Geschiedenis
De eerste Asjkenazische/Hoogduitse synagoge van Den Haag werd gevestigd in een woning aan de St. Jacobstraat die in 1696 werd gekocht door Alexander Boas. Deze stond bekend als Salomo's Tempel en was tot 1722 in gebruik als Asjkenazische synagoge. In 1723 werd de synagoge aan de Brouwersloot in gebruik genomen voor de Asjkenazische/Hoogduitse gemeente.
Door de groei van de joodse bevolking in Den Haag werd de synagoge aan de Brouwersloot te klein. Een nieuwe synagoge bouwde men aan de Wagenstraat, naar een neo-classicistisch ontwerp van Arend Roodenburg (1804-1884). Na de inwijding in 1844 had de Asjkenazische gemeente deze synagoge 132 jaar in gebruik.
Bij de Jodenvervolging kwamen circa 14.000 van de rond 17.000 Haagse joden in de Tweede Wereldoorlog om het leven. Een gevolg was dat de omvang van het vooroorlogse synagogegebouw niet meer paste bij de kleinere gemeente. Het werd daarom in 1976 verkocht aan de gemeente Den Haag. De Asjkenazisch-joodse gemeente verhuisde naar een voormalig kerkgebouw in het Bezuidenhout. De nieuwe synagoge werd op 30 september 1986 formeel ingewijd in in aanwezigheid van koningin Beatrix.

## Shaul Hager Halevie

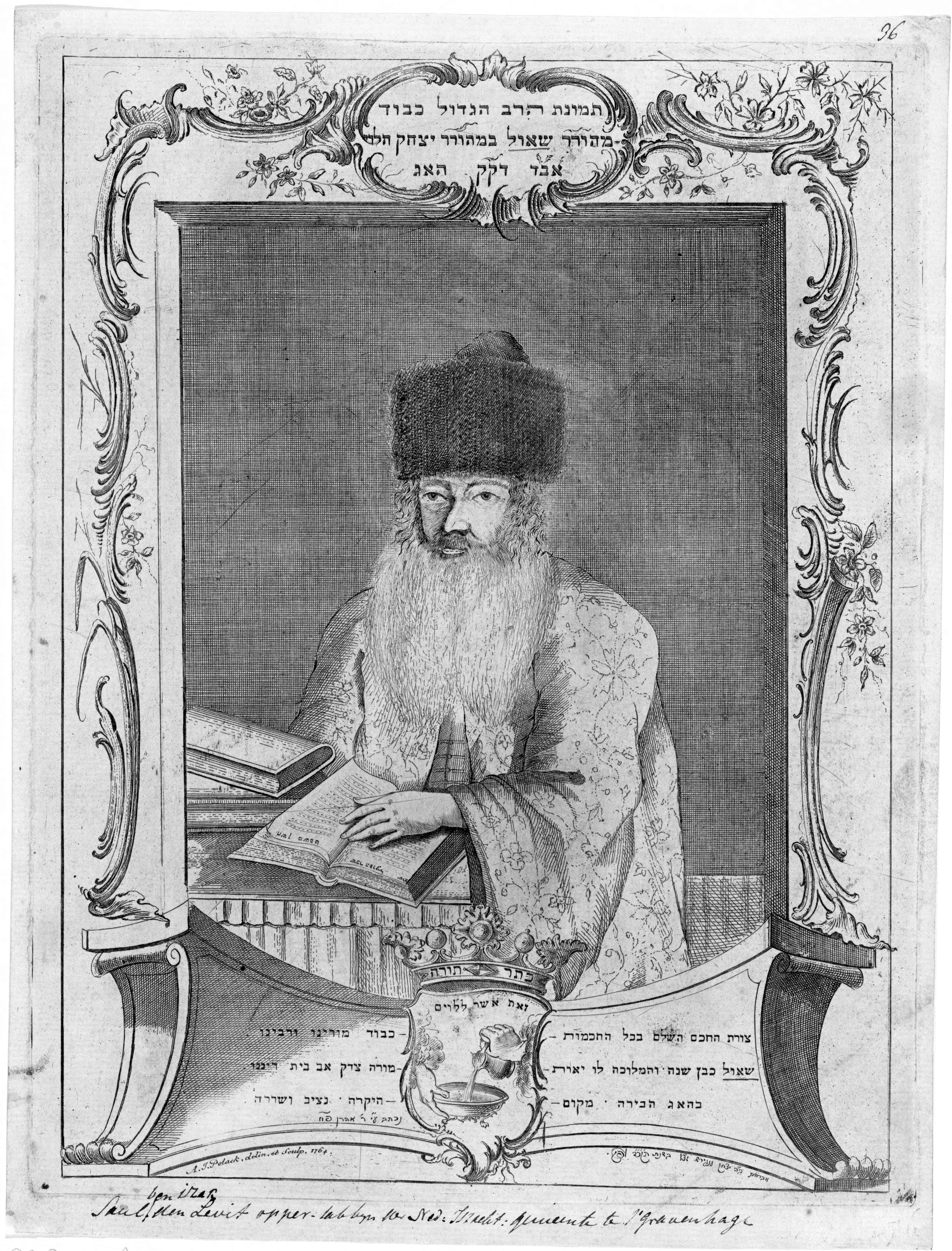
Portret van Saul Halevi, in 1764 gemaakt door Abraham Polak

Een prominent persoon van de gemeente was Shaul Hager Halevie (1712-1785), zoon van opperrabbijn Isaac Halevie. Hij werd benoemd als opperrabbijn van de Asjkenazisch-joodse gemeente in 1784.  Zijn invloed reikte tot voorbij Europa in Achter-Indië. Er wordt jaarlijks een internationale herdenking voor hem gehouden op de Joodse begraafplaats aan de Scheveningseweg.

## Afbeeldingen

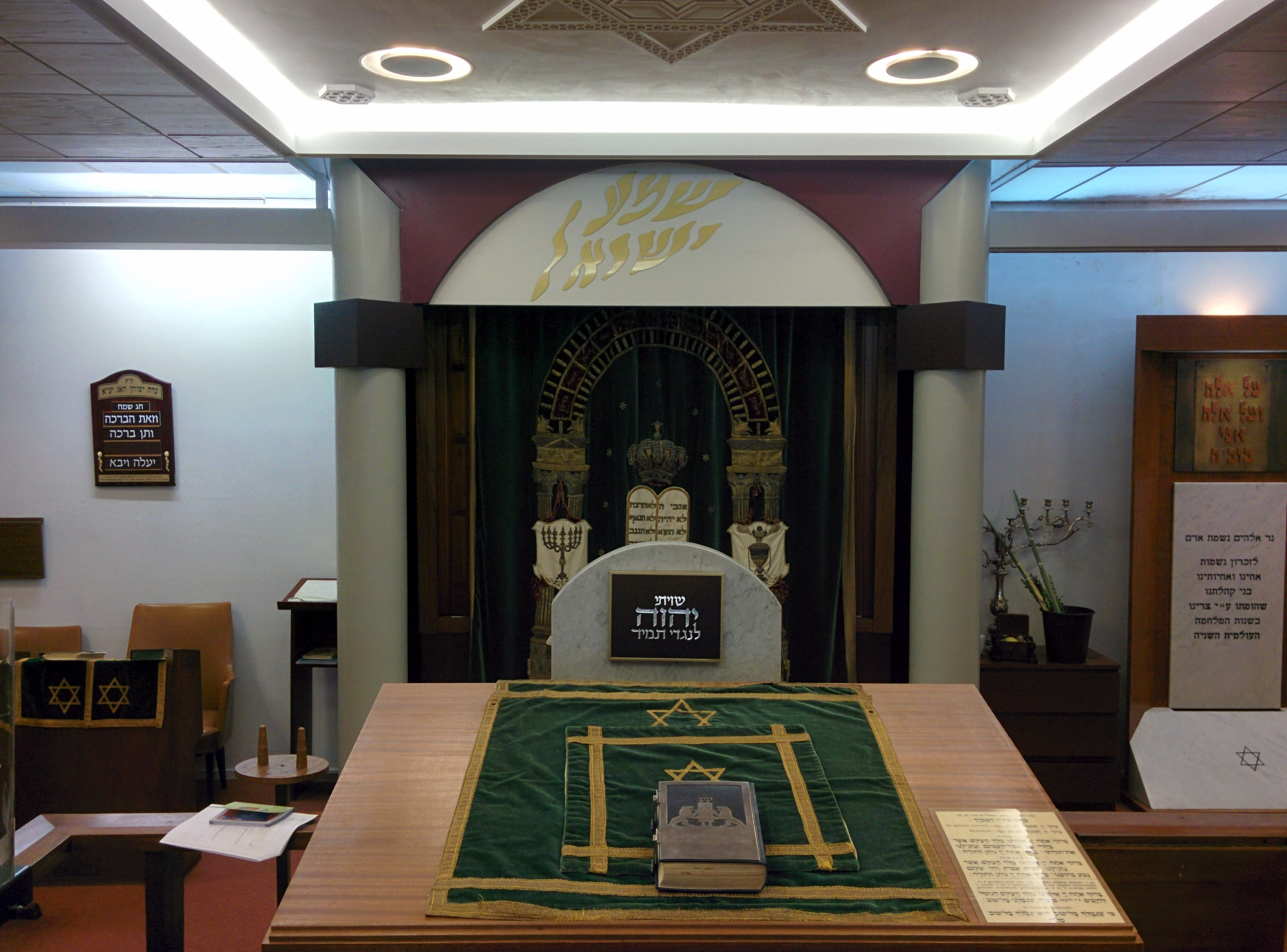
NIG Synagoge in Den Haag
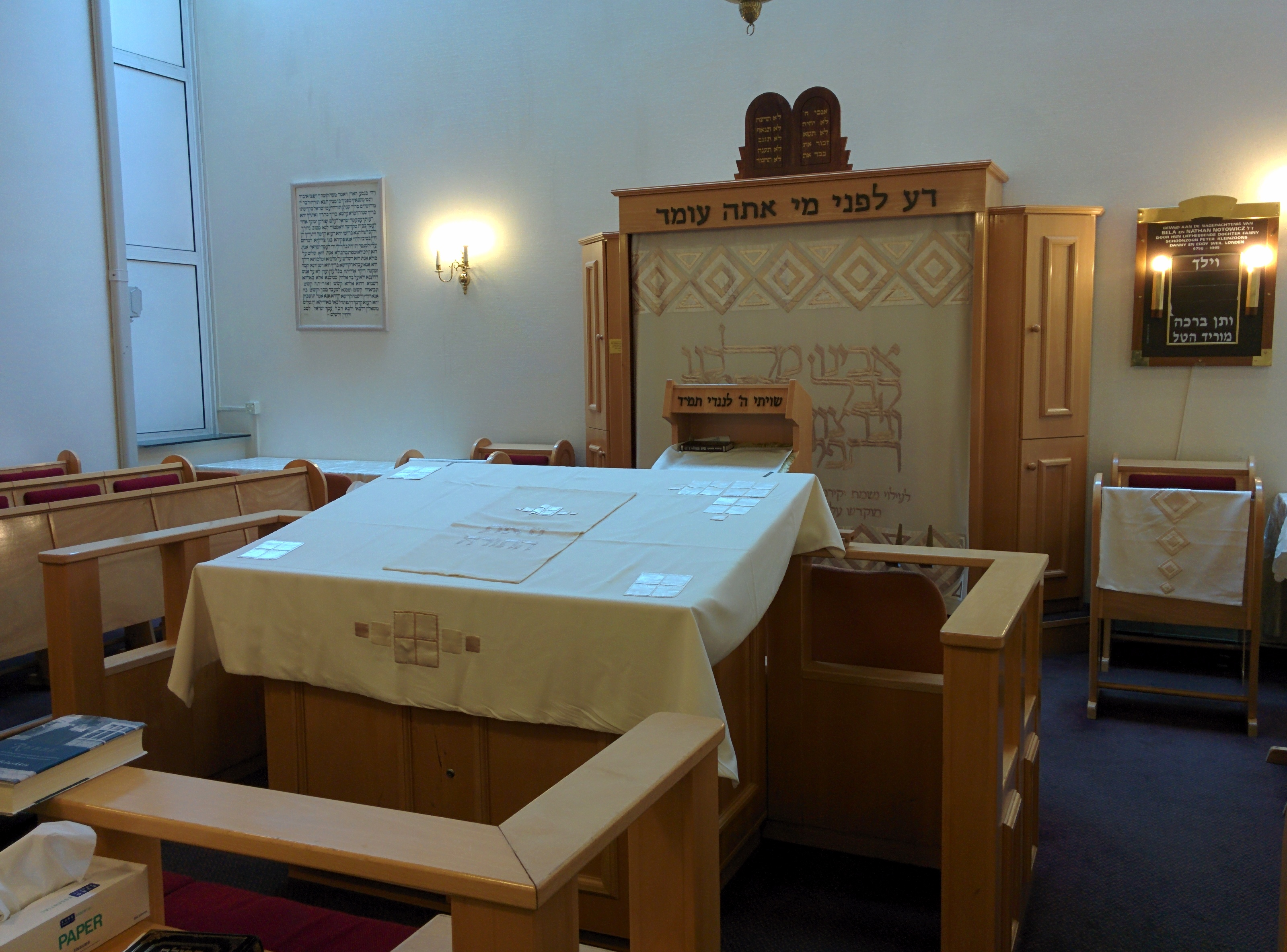
NIG Synagoge in Scheveningen
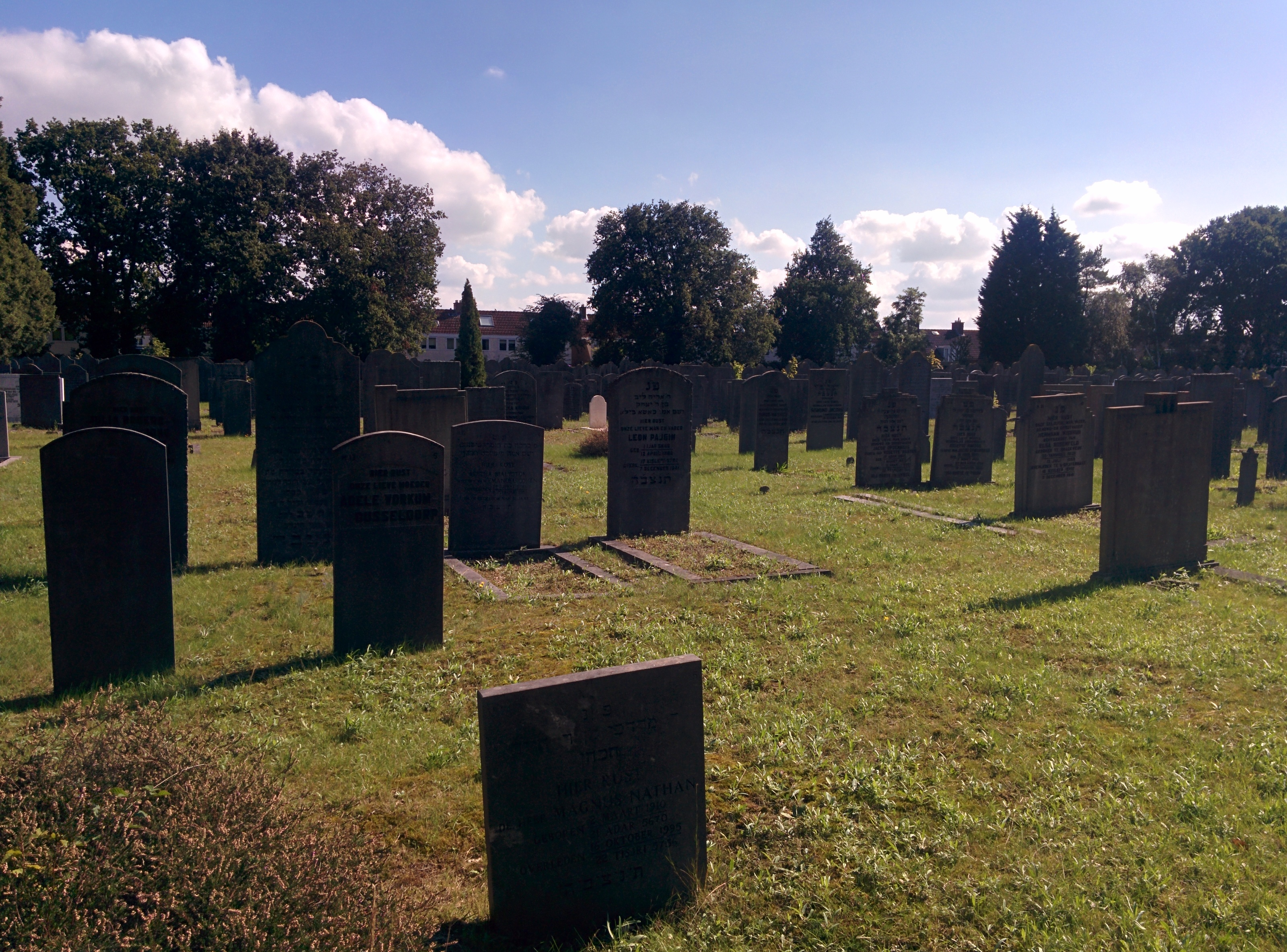
Joodse begraafplaats in Wassenaar
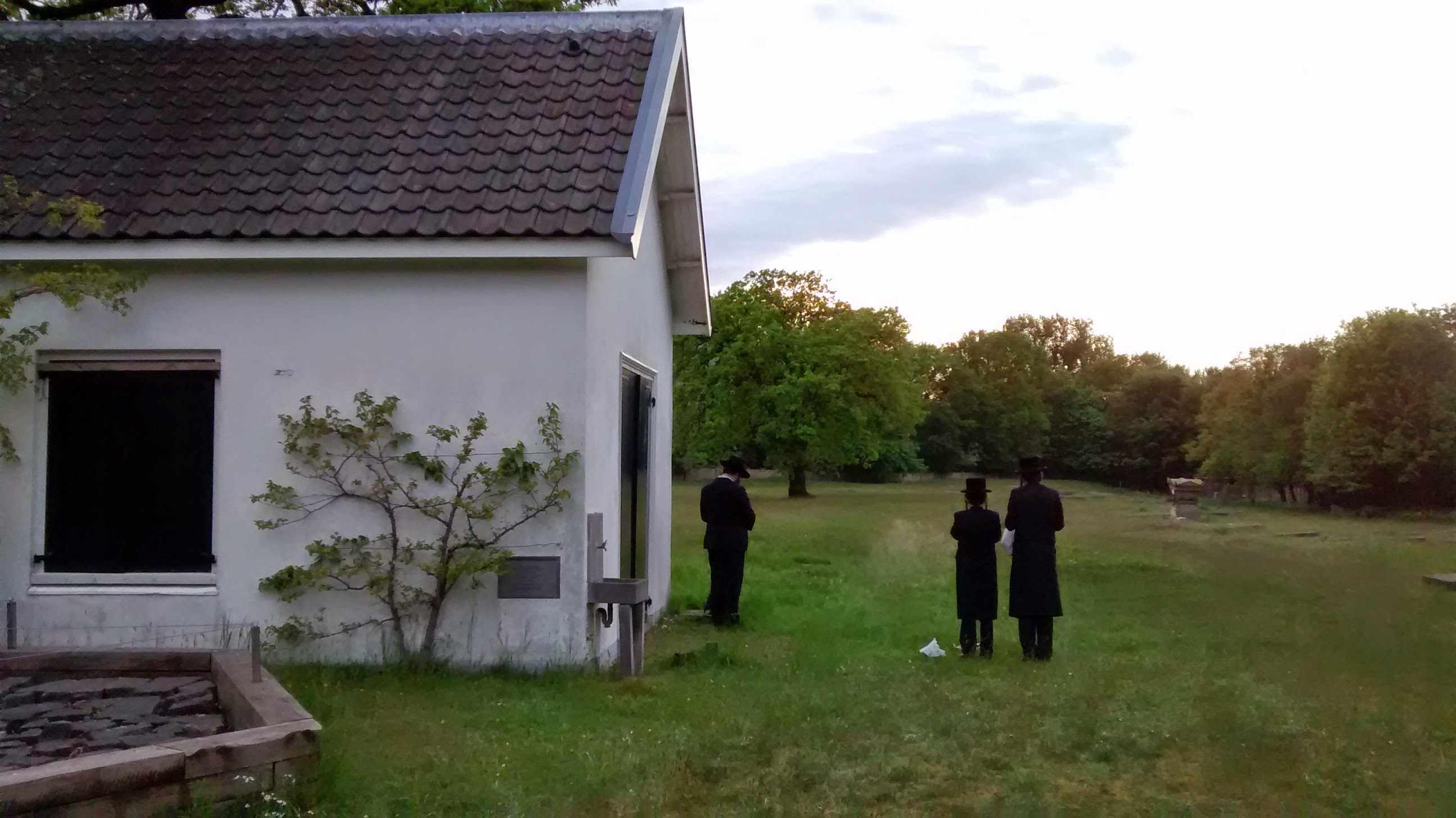
Joodse begraafplaats in Scheveningen
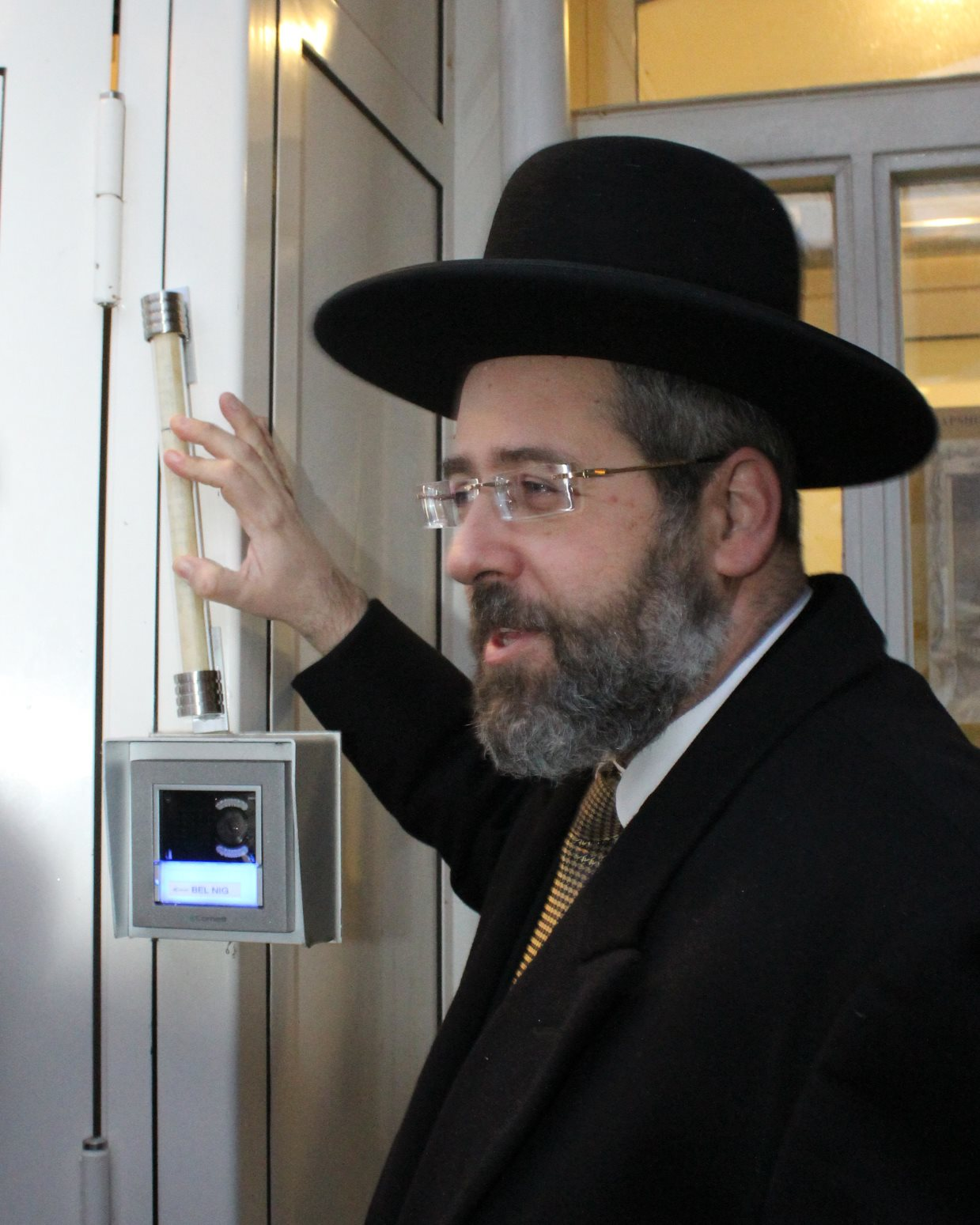
Rabbi David Lau in CHAJ-centrum in Den Haag